# San Carlos (Pangasinan)
San Carlos is een stad in de Filipijnse provincie Pangasinan op het eiland Luzon. Bij de laatste census in 2007 had de stad bijna 162 duizend inwoners.

## Geografie

### Bestuurlijke indeling
San Carlos is onderverdeeld in de volgende 86 barangays:
| - Abanon - Agdao - Anando - Ano - Antipangol - Aponit - Bacnar - Balaya - Balayong - Baldog - Balite Sur - Balococ - Bani - Bega - Bocboc - Bugallon-Posadas Street - Bogaoan - Bolingit - Bolosan - Bonifacio - Buenglat - Burgos Padlan - Cacaritan - Caingal - Calobaoan - Calomboyan - Capataan - Caoayan-Kiling - Cobol | - Coliling - Cruz - Doyong - Gamata - Guelew - Ilang - Inerangan - Isla - Libas - Lilimasan - Longos - Lucban - Mabalbalino - Mabini - Magtaking - Malacañang - Maliwara - Mamarlao - Manzon - Matagdem - Mestizo Norte - Naguilayan - Nilentap - Padilla-Gomez - Pagal - Palaming - Palaris - Palospos - Pangalangan | - Pangoloan - Pangpang - Paitan-Panoypoy - Parayao - Payapa - Payar - Perez Boulevard - PNR Station Site - Polo - Quezon Boulevard - Quintong - Rizal - Roxas Boulevard - Salinap - San Juan - San Pedro-Taloy - Sapinit - Supo - Talang - Tamayo - Tandang Sora - Tandoc - Tarece - Tarectec - Tayambani - Tebag - Turac - M. Soriano |

## Demografie
San Carlos had bij de census van 2007 een inwoneraantal van 161.884 mensen. Dit zijn 7.620 mensen (4,9%) meer dan bij de vorige census van 2000. De gemiddelde jaarlijkse groei komt daarmee uit op 0,67%, hetgeen lager is dan het landelijk jaarlijks gemiddelde over deze periode (2,04%). Vergeleken met de census van 1995 is het aantal mensen met 27.845 (20,8%) toegenomen.

De bevolkingsdichtheid van San Carlos was ten tijde van de laatste census, met 161.884 inwoners op 169 km², 957,9 mensen per km².

## Geboren in San Carlos
- Eugenio Perez (13 november 1896), voorzitter van het Filipijns Huis van Afgevaardigden (overleden 1957).

|  |  |

Agno · Aguilar · Alaminos · Alcala · Anda · Asingan · Balungao · Bani · Basista · Bautista · Bayambang · Binalonan · Binmaley · Bolinao · Bugallon · Burgos · Calasiao · Dagupan · Dasol · Infanta · Labrador · Laoac · Lingayen · Mabini · Malasiqui · Manaoag · Mangaldan · Mangatarem · Mapandan · Natividad · Pozorrubio · Rosales · San Carlos · San Fabian · San Jacinto · San Manuel · San Nicolas · San Quintin · Santa Barbara · Santa Maria · Santo Tomas · Sison · Sual · Tayug · Umingan · Urbiztondo · Urdaneta · Villasis